# Оскар Гомолка
Оскар Гомолка (нім. Oskar Homolka; 12 серпня 1898 — 27 січня 1978) — австрійський актор.

## Біографія
Народився у Відні, столиці Австро-Угорщини, в 1898 році. Після служби в австро-угорської армії в роки Першої світової війни Гомолка навчався у Віденському університеті музики і виконавського мистецтва, а свою акторську кар'єру почав на театральній сцені. Домігшись певного успіху, він став грати в театрах Німеччини, спершу в Мюнхені, а потім у Берліні. Там же в 1926 році відбувся його кінодебют в одному з німих фільмів, а в цілому він з'явився в тридцяти німецьких картинах, у тому числі і в першому звуковому фільмі країни.
Після приходу до влади нацистів Гомолка переїхав до Великої Британії, де продовжив акторську кар'єру, знявшись при цьому у Хічкока в трилері «Саботаж» (1936). Його подальша кар'єра була пов'язана з роботою в Голлівуді, де Гомолка з'явився в таких картинах, як «Сім грішників» (1940), «Товариш Ікс» (1940), «З вогником» (1941), «Цілком таємно» (1952), «Сверблячка сьомого року» (1955), ««Прощавай, зброє!» (1957) і «Божевільна із Шайо» (1969). При цьому на кіноекранах йому часто діставалися ролі лиходіїв і радянських шпигунів, учених і військових. У 1948 році Гомолка був номінований на «Оскар» як найкращий актор другого плану в мелодрамі «Я пам'ятаю маму», а в 1956 році — на «Золотий глобус» за роль Кутузова в епічній картині Кінга Відора «Війна і мир». У середині 1960-х він повернувся до Англії, де знявся у фільмах «Похорон в Берліні» (1966) і «Мозок ціною в мільярд доларів» (1967).
У 1967 році за видатний внесок у німецьке кіно Гомолка був нагороджений спеціальною премією «Deutscher Filmpreis».
Гомолка був чотири рази одружений. Його першою дружиною була німецька актриса єврейського походження Грете Мошейм, з якою він був у шлюбі з 1928 по 1937 рік. Його друга дружина, баронеса Валлі Хатвані, була угорської актрисою, яка померла в 1937 році через чотири місяці після весілля. У 1939 році Гомолка одружився з фотографом Флоренс Майєр, дочкою власника «The Washington Post» Юджина Мейєра. У них народилося двоє синів, Вінсент і Лоуренс, але в підсумку їх шлюб закінчився розлученням. Його останньою дружиною була американська актриса Джоан Тетцел, весілля з якою відбулася в 1949 році. Їх шлюб тривав до смерті Тетцел в 1977 році. Сам актор помер через три місяці від пневмонії в Суссексі, Англія, у 79-річному віці. Він був похований разом з останньою дружиною на кладовищі села Фейрворт в Східному Суссексі.